# Януш Пшимановський
Януш Пшимановський (пол. Janusz Przymanowski) (20 січня 1922, Варшава — 4 липня 1998, Варшава, Польща) — польський письменник, поет і публіцист, полковник Війська Польського.

## Життєпис
Навчання на історичному факультеті Варшавського університету. З початком Другої світової війни пішов воювати добровольцем.
У 1939, після нападу СРСР на Польщу, був інтернований як військовослужбовець польської армії, жив у Сибіру. У 1943, дізнавшись про набір добровольців у Військо Польське, записався добровольцем.
З 1945 року працював військовим журналістом, редактором військових видань, був офіцером головного політичного управління Війська Польського. Подружився на війні з офіцером Радянської Армії, промисловцем А. С. Деминовим, який згодом загинув при визволенні Польщі. Дебютував як письменник у 1950 році книгою про подвиги поляків у роки Другої світової війни. Надалі продовжував тему війни у своїх творах.
На початку 1960-х у співавторстві з Овідієм Горчаковим написав книгу «Викликаємо вогонь на себе» про мужність і героїзм радянських і польських підпільників, які діяли в селищі Сеща. У 1965 книга була екранізована.
У 1964—1970 роках написав повість «Чотири танкісти і пес», за якою в Польщі був знятий однойменний телевізійний серіал з трьох частин і 21 серії. Сам знявся в цьому серіалі в епізодичній ролі фотографа в останній серії фільму.
У 1966 написав документальну повість «Студзянки» про танковий бій між поляками і німцями біля містечка Студзянки.
У 1980—1985 був депутатом польського Сейму.
У 1987 написав книгу «Пам'ять» про солдатів, полеглих під час визволення Польщі.

## Переклади українською
- Чотири танкісти і пес. Переклад з польської: Станіслав Савнов. Київ: Молодь. 1971 502 стор.
- Витівки Йонатана Коота. Переклад з польської: Юрій Попсуєнко; малюнки: Владислав Ширяєв Київ: «Веселка». 1988. 220 стор.